# Odontosoria melleri
Odontosoria melleri là một loài dương xỉ trong họ Lindsaeaceae. Loài này được Hook. C. Chr. mô tả khoa học đầu tiên năm 1905.